# 24968 Chernyakhovsky
24968 Chernyakhovsky (tên chỉ định: 1998 BY12) là một tiểu hành tinh vành đai chính. Nó được phát hiện bởi dự án Nghiên cứu tiểu hành tinh gần Trái Đất Lincoln ở Socorro, New Mexico, ngày 23 tháng 1 năm 1998. Nó được đặt theo tên Alexander Chernyakhovsky.